# Т-55АГМ
Т-55АГМ — украинский вариант модернизации танка Т-55, разработанный в 2000-х годах.

## История
В условиях сокращения государственного военного заказа для вооружённых сил Украины харьковскими предприятиями военно-промышленного комплекса Украины были разработаны программы модернизации танков Т-54, Т-55, Т-62 и Тип 59. Одним из вариантов являлась модернизация танков Т-55 до уровня Т-55АГ.
В сентябре 2003 года демонстрационный образец модернизированного Т-55 был отправлен в Турцию для участия в международной выставке вооружения и военной техники IDEF-2003 в Анкаре.
В декабре 2006 года состоялись испытания системы подавления радиоуправляемых взрывных устройств «Гарант» на танке Т-55АГМ.
В дальнейшем, танк Т-55АГМ использовался для стендовых испытаний двигателя 5ТДФМА.
В 2016 году танк был включён в каталог продукции государственного концерна «Укроборонпром» в качестве вооружения, которое может быть изготовлено на экспорт.
В октябре 2021 года директор Львовского бронетанкового завода В. Андрощук сообщил в интервью, что в ходе модернизации танков Т-54 и Т-55 возможна установка на них гусеничных лент от танка Т-80.

## Описание конструкции

### Вооружение

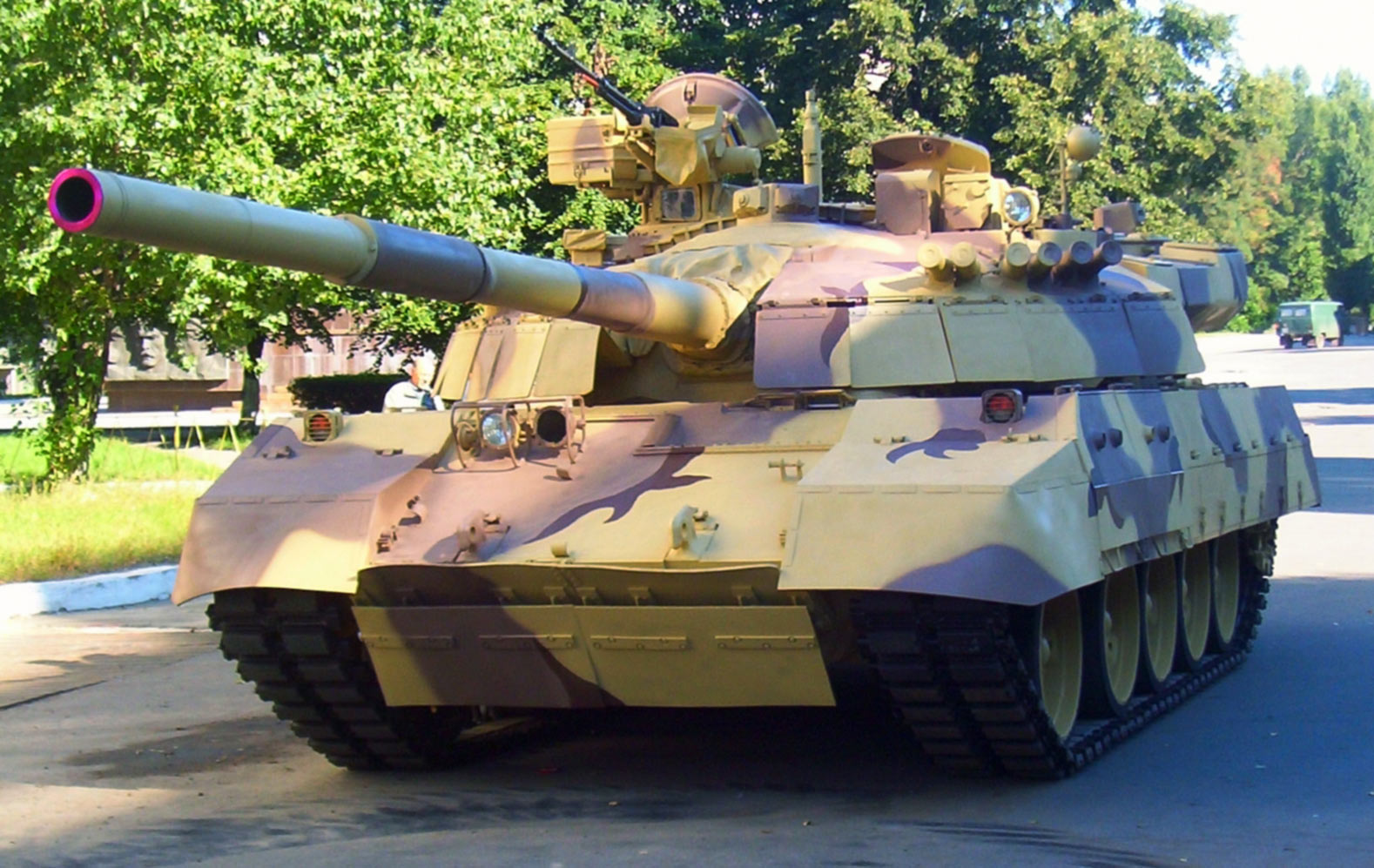
Т-55АГМ в 2013 году

Модернизация боевого отделения позволяет по желанию заказчиков устанавливать в башню 125-мм орудие КБМ1 или 120-мм КБМ2 (позволяющее вести стрельбу снарядами стандарта НАТО).
Орудие может вести огонь управляемыми ракетами «Комбат» и всеми видами снарядов (осколочно-фугасными, осколочно-шрапнельными, бронебойными и кумулятивными). Дальность стрельбы обычными снарядами составляет от 2000 до 3000 метров, ракетами — до 5000 метров (вероятность попадания 80 %). Благодаря автомату заряжания скорострельность машины достигает 8 выстрелов в минуту, а экипаж сокращен до трёх человек.
Т-55АГМ вооружён также 12,7-мм зенитным пулемётом (НСВТ или КТ-12,7) с прицелом ПЗУ-7М от танка Т-64А и системой дистанционного управления 1ЭЦ29М, а также 7,62-мм пулемётом (ПКТ или КТ-7,62). Зенитная установка ведёт огонь со скоростью 700 выстрелов в минуту, дальность её стрельбы составляет до 2000 м днём и до 800 м ночью.

### Система управления огнём
Современный комплекс управления огнём обеспечивает высокую точность стрельбы во время движения для наводчика и командира. Он состоит из следующего оборудования:
- Дневной прицел наводчика 1К14. Имеет стабилизированную в двух плоскостях линию визирования, лазерный дальномер и канал управления ракетой. В нём реализована автоматизированная компенсация увода гироскопов. Имеет 10-кратное увеличение. Лазерный дальномер позволяет измерять расстояние до цели (до 9990 м), обладает точностью до 10 метров. Дальность высвечивается с сигналом готовности к стрельбе и типом боеприпаса в нижней части поля зрения прицела наводчика.
- Тепловизионный прицел ПТТ-М. Состоит из оптоэлектронного прибора наводчика, монитора и пульта управления командира. Позволяет обнаруживать цели и вести огонь при любых погодных условиях на больших расстояниях с высокой точностью (в том числе в условиях плохой видимости и в тёмное время суток). Позволяет игнорировать наличие препятствий для наблюдения (например, дым).
- Прицельно-наблюдательный комплекс командира ПНК-4С. Состоит из комбинированного дневно-ночного прицела командира ТКН-4С и датчика положения пушки.
- Комбинированный прицел командира ТКН-4С. Имеет стабилизированную в вертикальной плоскости линию визирования и три канала (дневной однократный, дневной многократный с 7,6-кратным увеличением и ночной с 5,9-кратным увеличением
- Зенитный прицел (ПЗУ-7 или ПЗУ-7М). Позволяет вести огонь по самолётам и вертолётам из зенитно-пулемётной установки, находясь под защитой брони башни.
- Цифровой баллистический вычислитель ЛИО-В[4]. Предназначен для расчёта баллистических поправок. Автоматически учитывает сигналы, поступающие с датчиков скорости танка, угловой скорости цели, угла крена оси цапф пушки, поперечной составляющей скорости ветра, дальности до цели и курсового угла. Дополнительно вручную вводятся температура окружающего воздуха, температура снаряда, износ канала ствола, давление окружающего воздуха и т. д.

Привод башни — электрический, а привод пушки — гидравлический. На случай аварийной ситуации предусмотрены ручные приводы наведения пушки и башни. Стрельба ракетами осуществляется как в стационарном состоянии, так и в движении. Стрельба из спаренного с пушкой пулемёта ведётся с места наводчика или командира по стационарным целям.

### Силовая установка
Установка разработана на основе двухтактного двигателя 5ТДФМ мощность 850 л. с., выполнена в виде отдельного модуля, который приваривается взамен отрезанной кормовой части корпуса. Двигатель может работать на дизельном, бензиновом, керосиновом, реактивном топливе или их смеси в любой пропорции. Сам он является многотопливным дизелем с прямоточной продувкой, имеет жидкостное охлаждения, горизонтальное расположение цилиндров и встречно-движущиеся поршни. Двигатель прикрепляется при помощи двух цилиндрических опор, соосных валу отбора мощности и расположенных по торцам двигателя, а также передней опоры на нижней поверхности двигателя. Съём мощности осуществляется с двух сторон коленчатого вала.
Особенностью силовой установки являются эжекционная система охлаждения (работает на выпускных газах), высокоэффективная система очистки воздуха (циклонно-кассетный воздухоочиститель, очищающий воздух от пыли на 99,8 %), наличие специального воздухозаборного устройства для преодоления брода глубиной до 1,8 м и высокая герметичность МТО. Система охлаждения является жидкостной, закрытой, принудительной. Она облегчена за счёт отсутствия вентилятора и редуктора привода, обеспечивает высокий уровень надежности и саморегулирования и обеспечивает эксплуатацию танка без ограничений при высоких температурах.

#### Скоростные показатели
На танке установлена 7-скоростная коробка передач. Благодаря модернизации максимальная скорость составляет 70 км/ч, пять передач заднего хода дают скорость отката более 30 км/ч, а система управления движением позволяет осуществлять на 1-й передаче поворот вокруг заторможенной гусеницы и оси танка. Т-55АГМ преодолевает без подготовки брод глубиной 1,8 м, а при подготовке к подводному движению проходит брод глубиной 5,0 м. Эксплуатация ведётся при температуре до 55° С, а в пыльных условиях до обслуживания кассет 35 моточасов или 1000 км.

### Защищенность и живучесть
На Т-55АГМ установлена активная система защиты «Фантом» и встроенная динамическая система защиты «Нож». Комплекс дополнительной защиты состоит из пассивной броневой и встроенной динамической защиты. На носу корпуса установлен съёмный модуль, а на бортах — силовые экраны и резинотканевые щитки. По внешнему периметру лобовых и бортовых участков башни размещены модульные секции, а также контейнеры, установленные на крыше башни. Защитное действие встроенной динамической защиты на кумулятивное средство основано на разрушении, дроблении и изменении направления кумулятивной струи, а на кинетический снаряд — на разрушении его корпуса и изменении его направления. В обоих случаях для этого взрывается вещество, скрытое в элементах динамической защиты.
Установка ВДЗ повышает уровень защиты танка от кумулятивных снарядов в 2,3-2,6 раза, а от кинетических снарядов — в 3,5-4,3 раза. Элементы, которые не входят в основную динамическую защиту, не детонируют при попадании пуль калибром 7,62 и 12,7-мм, а также снарядов калибром менее 30 мм и зажигательных смесей типа напалм.
Возможна установка системы постановки аэрозольной завесы Linkey (12 шт. 81-мм дымовых гранатомётов), которая предназначена для подавления систем управления ПТУР, использующих лазерный подсвет целей, а также артиллерийских систем, имеющих лазерные дальномеры.
Также, в ходе модернизации танка производится замена радиооборудования (устанавливаются радиостанция Р-030У, аппаратура внутренней связи и коммуникации АСВК-1 и шумозащищённые шлемофоны ШШ-1).

## Варианты и модификации
- Т-55АГ (T-55AG)
- Т-55АГМ (Т-55AGM) — вариант со 125-мм орудием КБМ3[12] и двигателем 5ТДФМ[4] (850 л. с.)[6]
- T-55M8-A2 Tifon II — вариант Т-55АГМ со 125-мм орудием КБМ-1М (оснащённым карусельным автоматом заряжания на 18 снарядов и новой системой управления огнём)[13] и двигателем 5ТДФМА[4] (1050 л. с.)[6], предложенный для вооружённых сил Перу в 2009 году[4][14]. Предполагалось, что модернизация перуанских Т-55 до уровня T-55M8-A2 должна была проходить с использованием украинских комплектующих на перуанском предприятии «Desarrollos Industriales Casanave S.A.»[15]. Стоимость модернизации одного танка Т-55 до уровня T-55M8-A2 в 2009 году оценивалась в 2,9 млн долларов США[4].